# Emboscada na fronteira albanesa-iugoslava
Em 14 de dezembro de 1998, o Exército Iugoslavo (VJ) emboscou um grupo de 140 militantes do Exército de Libertação do Kosovo (UÇK) que tentavam contrabandear armas e suprimentos de sua base na Albânia para a República Federal da Iugoslávia. Seguiu-se uma batalha de cinco horas, que terminou com a morte de 36 militantes e a captura de outros nove. Outras dezenas fugiram de volta para a Albânia, abandonando grandes quantidades de armas e suprimentos, que as autoridades iugoslavas posteriormente apreenderam. A emboscada foi o incidente mais grave relacionado à guerra no Kosovo desde que uma trégua negociada pelos EUA entrou em vigor dois meses antes. Ela veio na esteira do aumento das tensões na província, onde a violência interétnica vinha aumentando constantemente desde o início de 1995.
Em poucas horas, um grupo de homens armados do UÇK atacaram um café de propriedade sérvia em Peć, matando seis jovens sérvios desarmados. Diplomatas ocidentais suspeitaram que o ataque foi realizado em retaliação à emboscada, embora o UÇK negue qualquer responsabilidade. Muitos anos depois, o governo sérvio admitiria que o massacre foi uma operação negra feita pelos serviços secretos sérvios.
Vários dias depois da emboscada, as autoridades iugoslavas devolveram os corpos de todos os militantes mortos, exceto três, após mediação do Comitê Internacional da Cruz Vermelha. Os militantes receberam funerais de heróis em uma área controlada pelos rebeldes, em uma cerimônia que contou com a presença de milhares de albaneses étnicos, incluindo outros combatentes do UÇK. Em janeiro de 1999, o UÇK sequestrou oito membros do VJ, que mais tarde foram trocados pelos nove militantes capturados na emboscada.